# Коэлью, Гонсалу

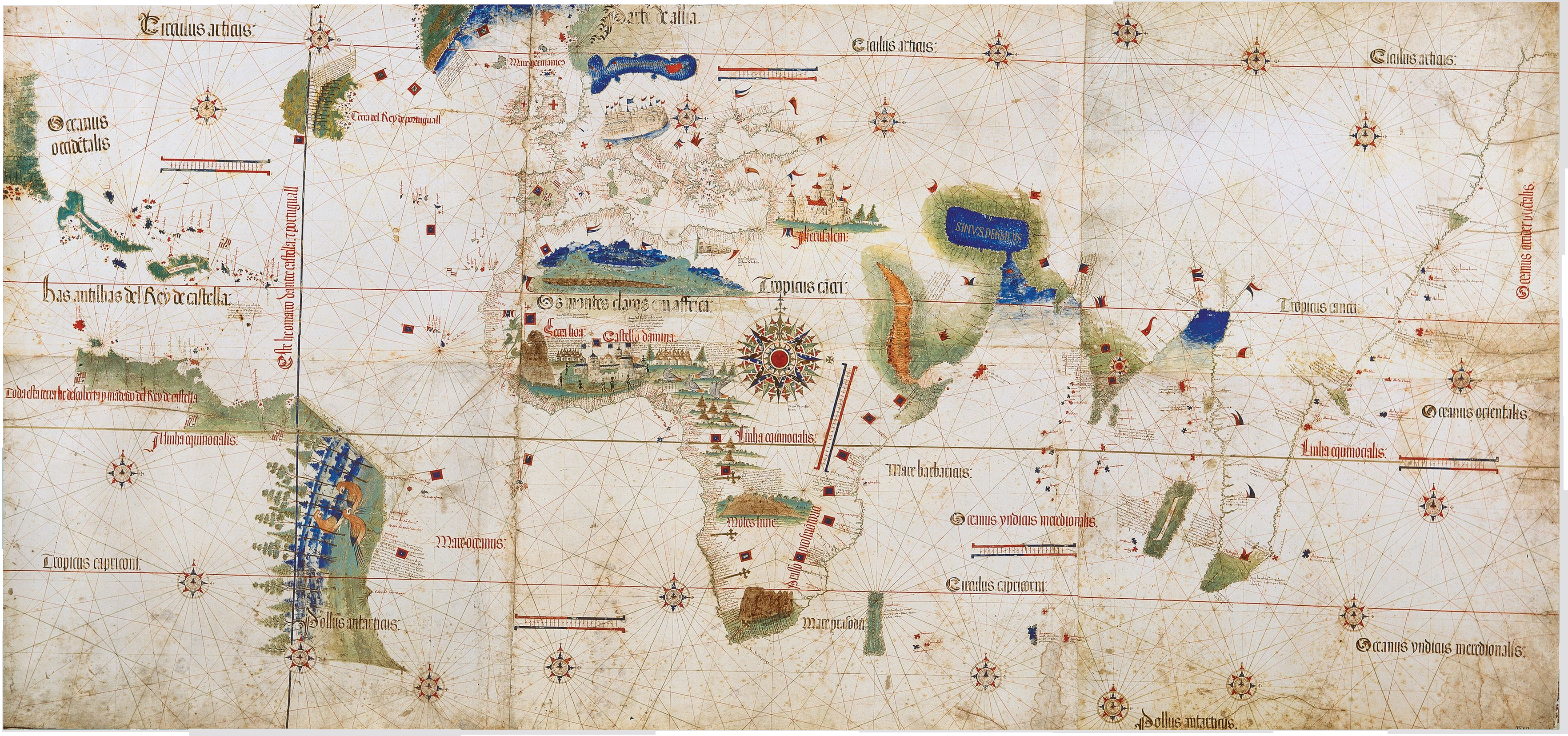
Планисфера Кантино была составлена сразу после возвращения Веспуччи из первого путешествия с Коэлью и отразила результаты их открытий

Гонса́лу Коэ́лью (порт. Gonçalo Coelho; 1451 или 1454—1512, Севилья) — португальский мореплаватель, первый после Педру Алвариша Кабрала исследователь бразильского побережья.

## Биография
Флорентиец родом, учился в Пизе. После известия об открытии Бразилии Кабралом португальская корона поручила ему (в 1501 году) исследовать «остров Веракруш» на предмет того, насколько он простирается на запад от демаркационной линии, установленной Тордесильясским договором.
В этом плавании Коэлью сопровождал Америго Веспуччи, ранее плававший к берегам Америки вместе с Охедой. Три каравеллы Коэлью следовали вдоль бразильского побережья на протяжении 500 морских лиг, а на новый 1502 год вошли в устье реки, названной ими «январской» (отсюда название Рио-де-Жанейро).
Веспуччи оставил описание и второго плавания Коэлью к берегам Бразилии, которое было предпринято ими в 1503 и 1504 годах. Свежей водой и провизией мореплаватели запасались на Канарах и Кабо-Верде; позднее этот маршрут станет классическим. Из шести кораблей четыре (вместе с флагманом, на котором находился Коэлью) потерялись в пути, но флорентиец выжил. Два оставшихся корабля достигли берегов Бразилии, где вступили в торговые отношения с туземцами и построили крепость, поместив в ней гарнизон из 24 человек. В ходе этих путешествий был открыт архипелаг, названный Фернанду-ди-Норонья в честь одного из патронов экспедиции, богатого еврея.
Первая экспедиция Коэлью (иногда её главой называют Гаспара де Лемуша) не обнаружила на острове Веракруш ни золота, ни пряностей, но зато привезла в Европу ценное фернамбуковое дерево (brasil), которое дало название всей стране. Результаты первого плавания Коэлью, Лемуша и Веспуччи отражены на планисфере Кантино.